# Una cavalla tutta nuda
Una cavalla tutta nuda ist eine italienische Sexfilm-Komödie aus dem Jahre 1972 und der Regie von Franco Rossetti.
Der Film entstand nach Motiven von Giovanni Boccaccio und Franco Sacchetti.

## Handlung
Die beiden Freunde Folcacchio und Gulfardo sind als Boten unterwegs und sollen dem Bischof von Volterra eine Nachricht überbringen. Auf der Reise treffen die beiden eine junge Bauersfrau, die blonde Gemmata. Folcacchio schläft mit ihr und ist danach verliebt. Um noch einmal mit ihr intim sein zu dürfen, gaukeln die Freunde Gemmatas Ehemann eine Geschichte vor: Im Stall würde sich eine Stute in seine Frau verwandeln. Als Folcacchio nun mit Gemmata intim ist, glaubt ihr Mann, der junge Mann treibe es nur mit einem Pferd. Der Erfolg spricht sich rum. Torello, wegen seines enormen Penis „der Hengst“ genannt, schläft ebenfalls mit Gemmata. Folcacchio neidet es ihm nicht. Während Torello seinen Spaß hat, ziehen Folcacchio und Gulfardo weiter und treffen den Spanier Matias. Er zeigt ihnen, dass in einem Kloster Goldmünzen versteckt sind. Während die Freunde mit dem Geld einen Bewässerungskanal bauen wollen, will Matias das Geld allein. Nachdem sie ihn ausgetrickst haben, kehren sie zu Gemmatas Hof zurück, wo Folacchio sich abermals mit der „nackten Stute“ vergnügt.

## Kritik
La Stampa resümierte, der einzige (und vorhersehbare) Zweck des Filmes sei, sein Geschichtchen, das sich im Titel deutlich ankündige, möglichst offenherzig in Bilder zu setzen, was dank der guten Barbara Bouchet auch im bescheidenen Rahmen gelänge. Die Segnalazioni Cinematografiche meinten, dafür, dass der Film, angeregt durch die klassischen Quellen, nicht wirklich schlecht produziert und gemacht sei, wirkten manche Bilder und Situationen verwerflich, und die Vulgarität des Dialogs sei zu missbilligen.